# وودچرچ، کنت
وودچرچ (به انگلیسی: Woodchurch) یک روستا و محله مدنی در بریتانیا است که در اشفورد واقع شده‌است. وودچرچ ۲۷٫۹۵ کیلومتر مربع مساحت و ۱٬۹۰۳ نفر جمعیت دارد.